# نمشکه
نِمِشکه (به مجاری:  Nemeske) یک شهرداری در مجارستان است که در ناحیه سیگت‌وار واقع شده‌است. نمشکه ۱۰٫۵۷ کیلومتر مربع مساحت و ۲۹۳ نفر جمعیت دارد.